# اورنج بری
اورنج بری (نام علمی: Glycosmis pentaphylla) نام یک گونه از تیره سدابیان است.

## نگارخانه

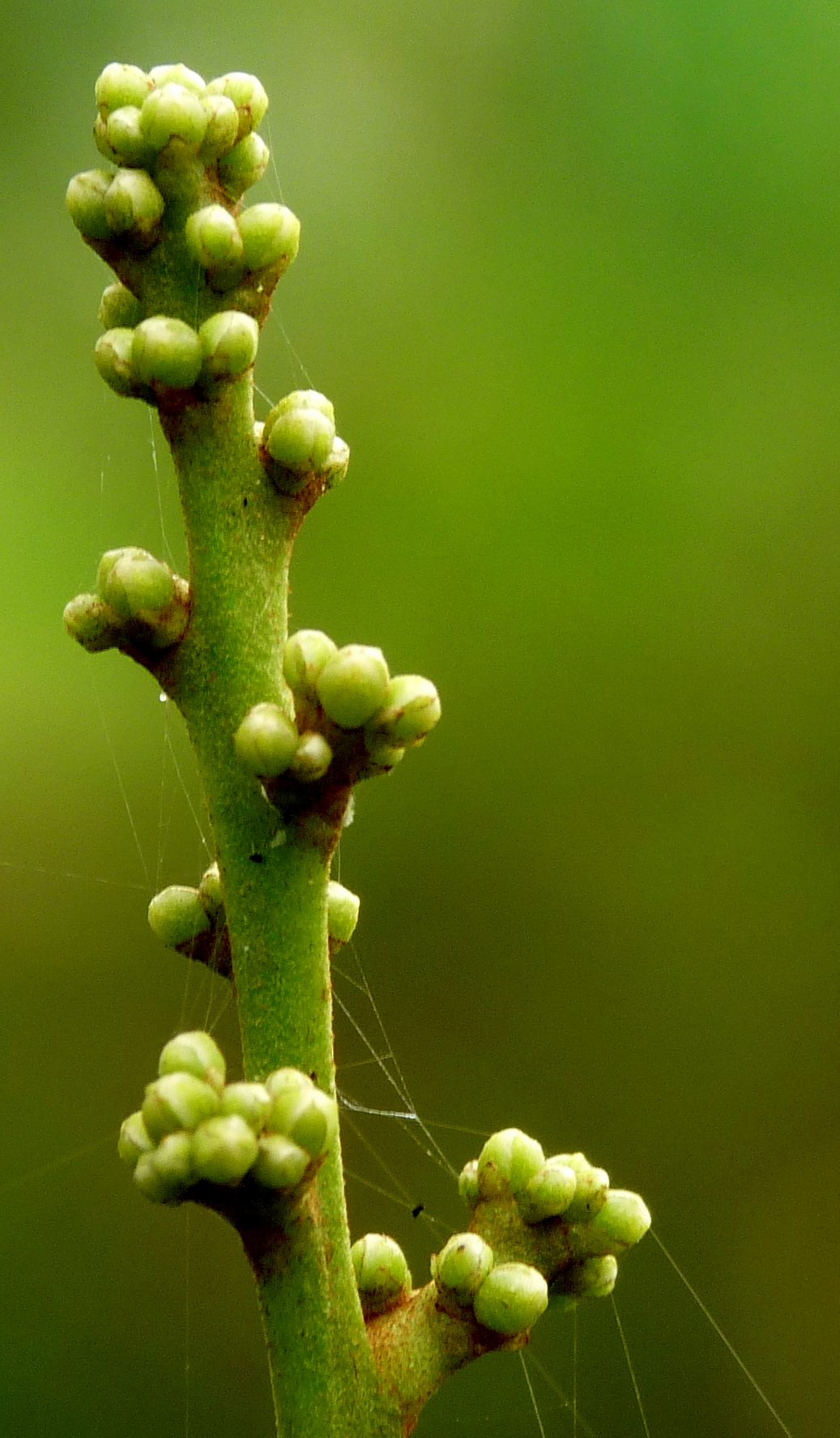
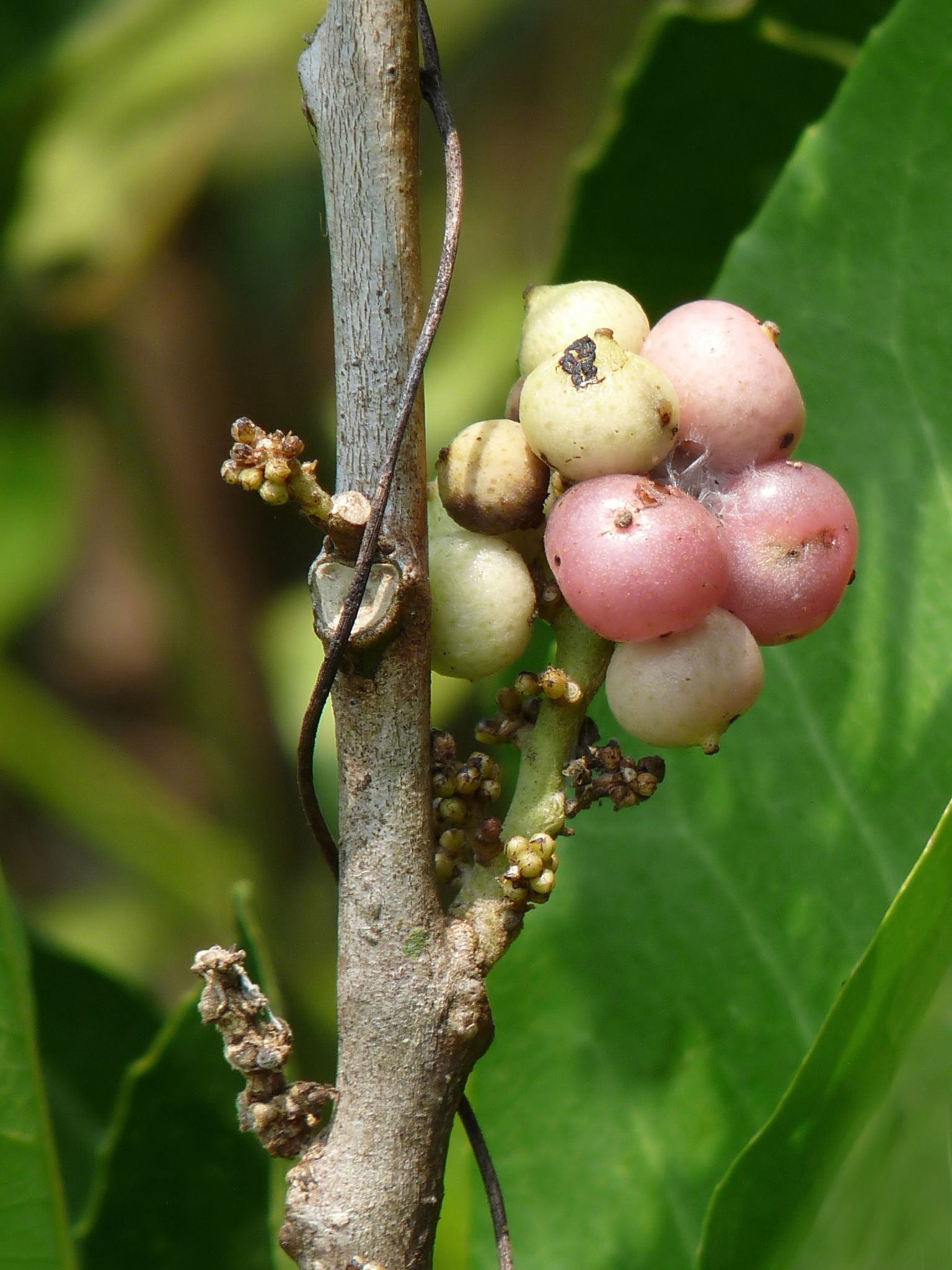
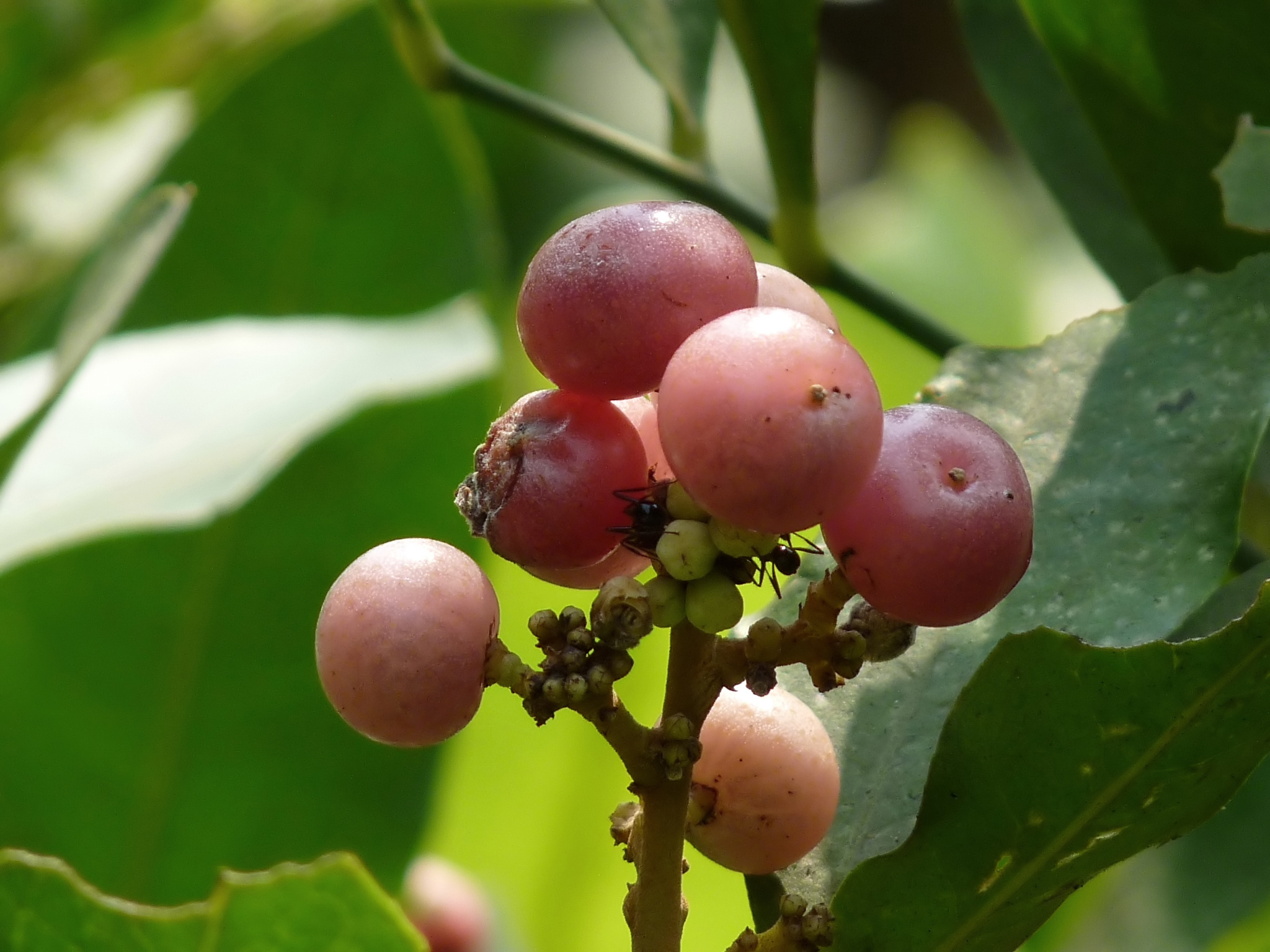